# Apnea (enfermedad)
La palabra "apnea" proviene del griego apnoia, que significa "sin aliento" o "sin respiración".

## Definición
Se denomina apnea a las siguientes situaciones:
- Cese completo de la señal respiratoria (medida por termistor, cánula nasal o neumotacógrafo) de al menos 20 segundos de duración.[1]
- En los recién nacidos pretérmino, la apnea grave se define como la interrupción de la respiración durante más de 15 segundos o de cualquier duración si va acompañada de cianosis y bradicardia.
- La apnea puede definirse estadísticamente como una pausa respiratoria que supera a 3 desviaciones estándar de la duración media de la respiración en un lactante o un niño de cualquier edad.[2]

## Fisiopatología
La respiración, un factor determinante a la hora de poder disfrutar de un sueño reparador, depende durante estos periodos de los músculos que controlan la mandíbula, la lengua y el paladar y que mantienen abierta la vía respiratoria; cuando estos músculos se relajan, la mandíbula cae y la lengua retrocede, estrechando u obstruyendo la vía aérea y produciendo las dificultades respiratorias, que van desde los ronquidos hasta las apneas. En estos momentos, el cerebro se ve obligado a realizar lo que se denomina microdespertares, instantes en los que el sueño se interrumpe para que el cuerpo pueda recuperar el ritmo respiratorio. Estas interrupciones impiden que el organismo descanse completamente, lo que provoca la aparición de un gran número de dolencias, como dolores de cabeza o cefaleas matutinas, hipertensión pulmonar al exigírsele un esfuerzo añadido a este órgano, hipertensión y problemas cardíacos como arritmias o cardiopatías isquémicas, temblores o espasmos musculares entre otras.

## Clasificación
Existen, fundamentalmente, tres tipos de apneas:
- Obstructiva: ausencia de la señal respiratoria en presencia de esfuerzo respiratorio (movimientos toracoabdominales). La aparición de apnea obstructiva es consecuencia de la relación de anormalidades neuromusculares periféricas y mecánicas, con perturbaciones en el control central de la respiración. Casi todas las apneas de tipo obstructivo ocurren a nivel faríngeo. La vía faríngea está sometida a la acción de músculos dilatadores y constrictores, acción que ocurre de forma sincrónica con la de otros músculos de la respiración. 
Durante el sueño, disminuye el tono de músculo estriado o incluso desaparece durante la fase activa, ello puede ocasionar diferencias entre la actividad muscular del diafragma y de vías respiratorias superiores, e inestabilidad de dichas vías.
 La obstrucción nasal parcial que induce apnea obstructiva a nivel faríngeo, puede ser consecuencia de la congestión de la mucosa nasal y de secreciones acumuladas después de la intubación nasotraqueal prolongada.[3]
- Central: ausencia de señal respiratoria y ausencia de esfuerzo respiratorio (no se detectan movimientos toracoabdominales). El sistema nervioso deja de enviar estímulos a los músculos respiratorios.
- Mixta: apnea que habitualmente comienza como central y termina con un componente obstructivo.

## Factores desencadenantes de la apnea
La mayor parte de las apneas no tienen una única causa, sin embargo, en los lactantes apnéicos hay que considerar los siguientes cuadros patológicos

### Inmadurez extrema
Es la asociación más común de las crisis apnéicas serias. Estos lactantes tienen grandes probabilidades de presentar una apnea que acompaña los cambios de temperatura de la piel, la alimentación o la estimulación rectal o nasofaríngea.

### Sepsis
La infección neonatal debe ser considerara por el médico tratante, en particular cuando la apnea aparece en las primeras horas de vida, en la segunda semana, la apnea también puede ser secundaria a una infección nosocomial en niños de bajo peso neonatal en unidades de cuidado intensivo.

### Hipoxemia secundaria a la obstrucción de la vía aérea o la enfermedad pulmonar
También es causa frecuente de crisis apnéicas. Con registros de ECG se puede ver como se precipita una crisis por acumulación de secreciones respiratorias, lo cual produce que haya una cianosis, respiraciones irregulares y luego apnea.

### Trastornos de sistema nervioso central
Las crisis apnéicas pueden deberse a una afección concomitante del sistema nervioso central o representar una manifestación de convulsiones en el recién nacido, en este último caso, es necesario el apoyo de un EEG para el diagnóstico.
Cuando la apnea se acompaña de otras anormalidades neurológicas y signos clínicos o biológicos de infección, habrá que sospechar meningitis. La depresión respiratoria también puede ser consecuencia de transferencia de fármacos a través de la placenta, que recibió la madre durante el parto como anestésicos o narcóticos.

### Causas cardiorrespiratorias
La insuficiencia respiratoria del recién nacido, puede causar apnea por depresión del centro respiratorio, o por mayor impedancia de las vías respiratorias, que puede causar fatiga diafragmática y apnea.
Las situaciones hemodinámicas a veces hacen que disminuya la oxigenación cerebral a pesar de que la $PO_2$ arterial sea normal. Por ejemplo, en lactantes hipotensos con asfixia o síndrome de membrana hialina, el decremento de la corriente sanguínea por el cerebro estimula en ocasiones la depresión respiratoria.

### Aberraciones metabólicas
Las aberraciones metabólicas pueden causar episodios apnéicos y el común denominador de tales alteraciones parece ser la capacidad de perturbar el metabolismo del SNC. Las aberraciones más frecuentes son hipoglucemia, hipocalcemia, acidosis e hiperbilirrubinemia marcada, y todas suelen acompañarse de otras manifestaciones de disfunción del SNC.

## Tratamiento

### Dispositivo de Presión Aérea Positiva Continua (CPAP)
Es el tratamiento de elección, porque actúa en el lugar de origen del problema. Inyecta aire a presión que elimina el bloqueo y garantiza el paso del aire. El problema que tiene es la incomodidad de la máscara, la presión del aire, la tubuladura y el compresor.

### Dispositivo de Avance Mandibular (DAM)
Son un tratamiento alternativo válido según el Consenso Nacional de Apnea del Sueño, siempre que sea prescrito y vigilado por un médico especialista, y realizado por un odontólogo especialista en sueño. Funcionan exclusivamente si el origen de la obstrucción es la base de la lengua y esto se convierte en su principal limitación. Estos dispositivos también son conocidos como Prótesis de Avance Mandibular (PAM). Los DAM mejoran y facilitan el paso del aire a través de las vías aéreas, previniendo el colapso de las mismas. Funcionan a dos niveles, anatómico y funcional al avanzar la mandíbula y la base de la lengua.
Su uso es recomendable para pacientes con un Síndrome de Apnea Obstructiva del Sueño leve y roncopatía primaria, y para aquellos que no hayan tolerado o puedan adherirse al uso de la CPAP. Muchas investigaciones en el campo de la Medicina Dental de Sueño se han centrado en el funcionamiento de los mecanismos que provocan la aparición del SAOS. Aunque es difícil aún encontrar un tratamiento que sea 100% eficaz contra el SAOS, es la combinación de técnicas terapéuticas y el control de factores fisiológicos como el peso o la calidad de vida de los pacientes lo que en última instancia reduciría la prevalencia de esta enfermedad.

### Cirugía
Hay muchos tipos de tratamientos quirúrgicos, y el tipo de cirugía a realizar depende de la valoración clínica y polisomnográfica de cada paciente. No cualquier persona es candidata para este tipo de tratamiento, y decidir si un paciente se beneficiará o no con un procedimiento quirúrgico debe corresponder a un otorrinolaringólogo que esté capacitado en el manejo de las alteraciones respiratorias inducidas por el sueño, pues el abuso o mal uso de las diferentes técnicas descritas conlleva el riesgo de complicaciones postoperatorias y/o de fracasos terapéuticos generales.

## Apnea del prematuro
La apnea del prematuro es una patología frecuente que se presenta en el 85% de los recién nacidos menores de 34 semanas de edad gestacional y en el 95-100% de los menores de 28 semanas de edad gestacional. Con respecto al peso al nacer, se manifiesta en el 92% de los de peso menor a 1250 gramos y en el 50% de los de peso menor a 1500 gramos. Es un fenómeno evolutivo, consecuencia natural de la inmadurez de estos pacientes, usualmente se resuelve cuando el bebé alcanza las 34-36 semanas de edad gestacional. En la actualidad hay debate de que tratamiento de elección da más beneficios cafeína o aminofilina. La cafeína como la aminofilina es una trimetilxantina ampliamente utilizada como terapia de primera línea en apnea de prematuro. Su efecto farmacológico en apnea incluye la estimulación del sistema respiratorio en el centro medular, dando mayor sensibilidad al CO2, y una mejor contractibilidad diafragmática.
La cafeína se elimina principalmente por vía renal. Debido a que la cafeína es generalmente disponible como citrato de cafeína, el componente activo comprende solo el 50% de la dosis total, un ensayo controlado aleatorizado comparó 3 dosis de carga de cafeína seguido de la mitad de la dosis a las 24 horas, mostró que el grupo de paciente tratados con dosis más alta tenían menos apnea que el grupo de dosis bajas, el grupo de dosis alta mostró reducciones significativas en fracaso de extubación, duración de ventilación, y apnea comparada en comparación con el grupo de dosis bajas. Por lo tanto una mayor dosis de cafeína parece ser eficaz en la prevención de apnea de la prematurez.
Las revisiones sistemáticas de la terapia con metilxantinas en apnea tienen demostrado que tanto la cafeína como la teofilina son eficaces en la reducción de la apnea dentro de 2 a 7 días de iniciado el tratamiento. La cafeína es más segura y tiene un rango terapéutico más amplio que la teofilina, un reciente ensayo clínico multicéntrico ha resuelto la antigua incertidumbre acerca de la seguridad a largo plazo y la eficacia del tratamiento con metilxantinas como tratamiento para la apnea de la prematurez, este estudio reveló que la cafeína reduce las discapacidades del desarrollo neurológico. Aunque los posibles mecanismos de efecto neuroprotector no se conocen completamente, la disminución de la ventilación que induce lesión pulmonar por el uso de cafeína puede explicar en parte el resultado.
La displasia broncopulmonar se acompaña con frecuencia de la apnea del prematuro. Tratar la enfermedad pulmonar crónica de manera óptima sería un régimen eficaz contra la apnea. A falta de hipoxia o enfermedades pulmonares crónicas, los niños que todavía tienen crisis de apnea pueden darse de alta para que se sometan a vigilancia de apnea y bradicardia en el hogar. Si la teofilina o la cafeína reducen la frecuencia de estas crisis, la vigilancia con monitor prosigue hasta un mes después del término del tratamiento.